# (73924) 1997 MN3
(73924) 1997 MN3 – planetoida z pasa głównego asteroid okrążająca Słońce w ciągu 2,7 lat w średniej odległości 1,94 j.a. Odkryta 28 czerwca 1997 roku.